# Secret Service
Secret Service - одна з найпопулярніших шведських музичних поп/ньювейв груп 80-их років. 

## Історія
Група виникла у 1979 році. Робоча назва проекту була «Ola+3». До стартового складу увійшли вокаліст Ула Хокансон, клавішник Ульф Вальберг, ударник Ліеф Йохансон, гітарист Тоні Ліндберг і Ліеф Паульсен. Дебютний сингл «Oh Susie» завоював високі рейтинги як в Європі, так і за її межами. Наступний сингл - «Ten O'Clock Postman» - тільки зміцнив популярність групи, потрапивши в перші рядки хіт-парадів Німеччини і навіть Японії. 

## Склад

### Оригінальний склад
- Тім Норелл - клавішні, бек-вокал
- Ула Хоканссон - вокал
- Ульф Валберг - клавішні
- Тонни Ліндберг - гітара
- Лейф Юханссон - ударні
- Лейф Паулсен - бас

### Склад 1987
- Тім Норелл - клавішні, бек-вокал
- Ула Хоканссон - вокал
- Андерс Ханссон - ударні, програмування
- Ульф Валберг - клавішні
- Матс Ліндберг - бас

### Сучасний склад
- Тім Норелл - композитор, клавішні
- Ульф Валберг - клавішні, бас
- Джон Бекер - вокал, гітара
- Матс Ліндберг - бас
- Джемі Боргер - ударні
- Андерс Ханссон - ударні, програмування, бас-гітара

## Дискографія

### Альбоми
- 1979 — «Oh Susie»
- 1981 — «Ye-Si-Ca»
- 1982 — «Cutting Corners»
- 1984 — «Jupiter Sign»
- 1985 — «When the Night Closes In»
- 1987 — «Aux Deux Magots»
- 2012 — «The Lost Box»

### Компіляції
- 1982 — «Greatest Hits»
- 1988 — «Spotlight»
- 1998 — «The Very Best Of Secret Service»
- 2000 — «Top Secret — Greatest Hits»
- 2002 — «En Popklassiker»

### Сингли
- 1979 «Oh, Susie» (Швеція-#1, Колумбія-#1, Данія-#1, Фінляндія-#4, Мальта-#5, Норвегія-#7, Німеччина-#9)
- 1980 «Ten O'Clock Postman» (Данія-#3, Німеччина-#4, Японія-#4, Австрія-#8, Швеція-#18)
- 1981 «Ye-Si-Ca» (Колумбія-#1, Німеччина-#5, Швеція-#6, Данія-#9, Норвегія-#10, Австрія- #11, Швейцарія-#17)
- 1981 «L.A. Goodbye »(Данія-#11, Німеччина-#16)
- 1982 «Flash In The Night» (Португалія-#1, Фінляндія-#5, Норвегія-#6, Швейцарія-#9, Данія-#12, Швеція-#12, Німеччина-# 23, Нідерланди-#30)
- 1982 «Cry Softly» (Швейцарія-#8, Норвегія-#10, Швеція-#12, Німеччина-#45)
- 1982 «Dancing in Madness» (Данія-#10, Швеція-#11)
- 1983 році "Jo-Anne, Jo-Anne»
- 1984 «Do It» (Фінляндія-#5, Данія-#22)
- 1984 «How I Want You»
- 1985 «Let Us Dance Just A Little Bit More»
- 1985 «When The Night Closes In» (Німеччина-#51)
- 1985 «Night City»
- 1986 «The Way You Are»
- 1987 «Say, Say»
- 1988 року «I'm So, I'm So, I'm So (I'm So In Love With You)»
- 1988 року «Do not You Know, Do not You Know» (видавався тільки в Швеції)
- 1989 «Megamix» (видавався тільки в Швеції)
- 2000 «The Dancer»